# Kepler-37
Kepler-37 ist ein ca. 210 Lichtjahre von der Erde entfernter Stern. Der Stern befindet sich im Sternbild Leier und ist geringfügig kleiner als die Sonne. Der Stern besitzt mindestens 4 Planeten.

## Planeten
| Planet | Entdeckungsjahr | Große Halbachse (AE) | Periode (Tage) | Radius (RE) |
| ------ | --------------- | -------------------- | -------------- | ----------- |
| b      | 2013            | 0,102                | 13,37          | 0,31        |
| c      | 2013            | 0,139                | 21,30          | 0,76        |
| d      | 2013            | 0,211                | 39,79          | 2,03        |
| e      | 2014            | 0,25                 | 51             | -           |

Kepler-37b ist nur wenig größer als der Mond, aber kleiner als der Planet Merkur. Damit besitzt er etwa ein Drittel des Durchmessers der Erde. Er umläuft sein Zentralgestirn in sehr geringem Abstand (ca. 0,1 AE). Zurzeit (2013) ist er der kleinste bekannte Exoplanet.
Im Planetensystem um Kepler-37 gibt es noch mindestens drei weitere Exoplaneten. Kepler-37c läuft in einer weiter außen liegenden Umlaufbahn um den Zentralstern und ist etwas kleiner als die Venus.
Weiter außen befindet sich Kepler-37d, der doppelt so groß wie die Erde ist. Der äußerste Planet Kepler-37e mit etwa 8-facher Erdmasse umkreist den Zentralstern alle 50 Tage. Auch diese beiden Planeten befinden sich außerhalb der habitablen Zone.